# Jürgen Negwer

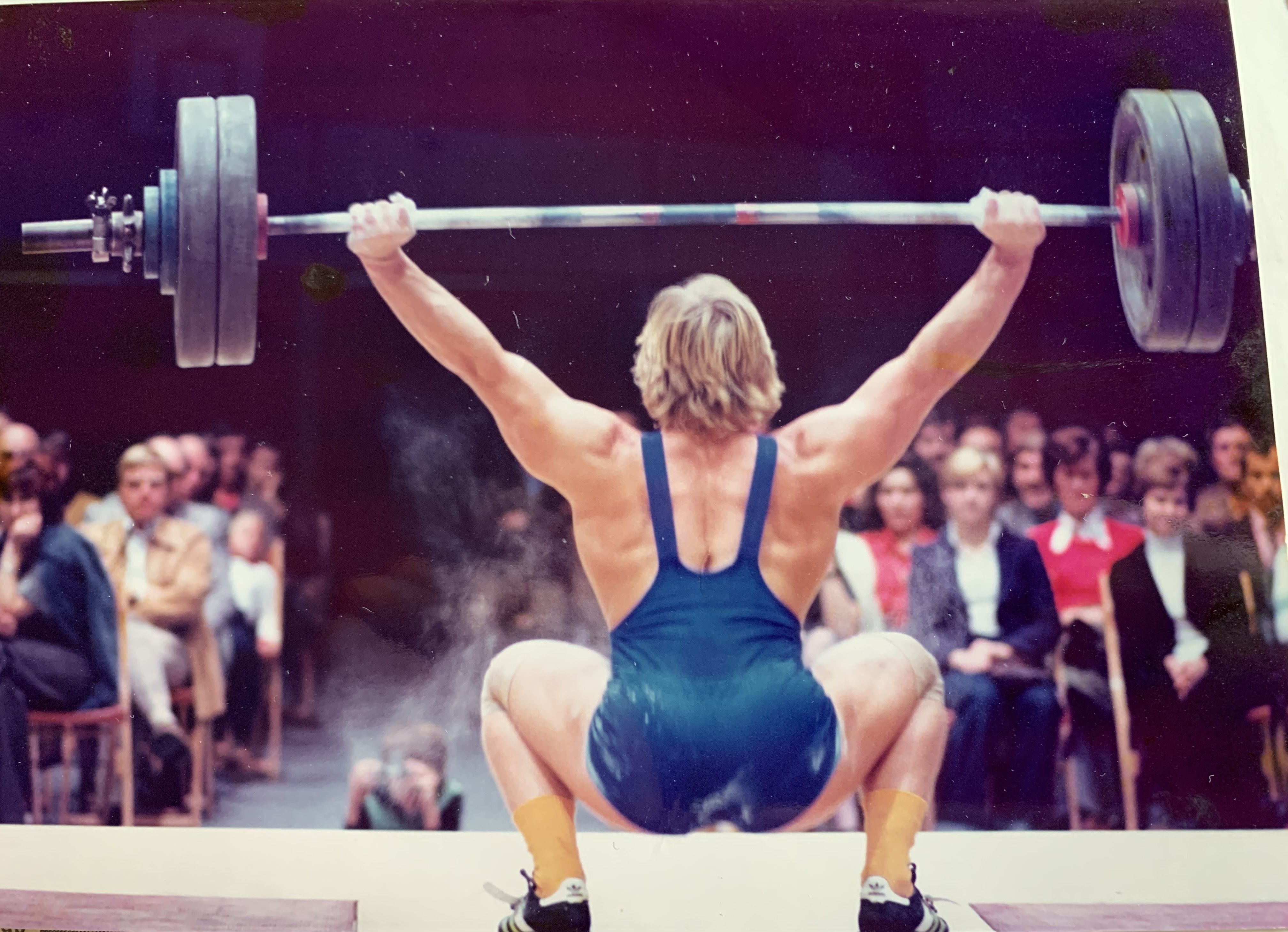

Jürgen Negwer (* 14. August 1956) ist ein ehemaliger deutscher Gewichtheber. Er war mehrfacher Medaillengewinner bei Welt- und Europameisterschaften.

## Werdegang
Jürgen Negwer stammt aus einer Wuppertaler Gewichtheberfamilie. Sein Vater Günter Negwer († 2016) war vielfacher deutscher Meister im Bantamgewicht und Bruder Dieter war ebenfalls ein guter Gewichtheber. Der beste und talentierteste Heber aus der Familie Negwer war aber ohne Zweifel Jürgen. Er startete für den SV Bayer Wuppertal und wurde 1970 in der Gewichtsklasse bis 52 kg Körpergewicht mit 185 kg (55-60-70) deutscher B-Jugendmeister.
1971 wurde er deutscher Juniorenmeister im Bantamgewicht und erzielte dabei im olympischen Dreikampf bereits 257,5 kg. 1972, im letzten Jahr, in dem noch der olympische Dreikampf, bestehend aus Drücken, Reißen und Stoßen, durchgeführt wurde, wurde er mit 310 kg deutscher Juniorenmeister im Federgewicht. Im gleichen Jahr startete er auch schon bei den Senioren und kam dort im Federgewicht mit 310 kg hinter Winfried Dunkel aus Trier, der 317,5 kg erzielte, auf den 2. Platz.
1973 wurde Jürgen Negwer im Leichtgewicht erstmals deutscher Meister bei den Senioren, wobei er im Zweikampf 250 kg erzielte und damit Ewald Spitz aus Mannheim, 247,5 kg u. Pietro Masala aus Mutterstadt, 240 kg auf die Plätze verwies. 1974 erfolgten dann die ersten Einsätze von ihm bei den großen internationalen Meisterschaften. Er startete bei der Europameisterschaft in Verona im Leichtgewicht und kam dort mit 265 kg auf den 7. Platz. Bei der Weltmeisterschaft in Manila erzielte er ebenfalls 265 kg, die für den 11. Platz reichten.
Jürgen Negwer, der in seiner Karriere auch für den SV Donaueschingen und danach bis zum Ende seiner Karriere für den VfL Wolfsburg startete, absolvierte danach eine Ausbildung zum Physiotherapeuten und musste deshalb in den Jahren 1975 und 1976 trainings- und wettkampfmäßig kürzertreten. Beim EG-Pokalturnier 1976 in Brüssel vertrat er aber die Bundesrepublik Deutschland im Mittelgewicht und belegte dort mit 297,5 kg (130–167,5) im Zweikampf den 2. Platz hinter Norbert Bergmann, Oberhausen, der 300 kg erzielte.
1977 wurde Jürgen Negwer im Mittelgewicht mit 300 kg (130–170) deutscher Vizemeister hinter Norbert Bergmann, 312,5 kg. Bei der Welt- und Europameisterschaft dieses Jahres in Stuttgart startete er ebenfalls im Mittelgewicht und belegte mit 295 kg (130–165) den 12. (10.) Platz. 1978 war er nur im Endkampf der deutschen Mannschafts-Meisterschaft am Start und erzielte dabei, nur 900 g über dem Mittelgewichtslimit stehend, 320 kg (140–180) und bestätigte damit seine stetige Aufwärtsentwicklung.
Diese positive Entwicklung zeigte sich auch bei der deutschen Meisterschaft 1979, wo er im Mittelgewicht im Zweikampf 327,5 kg (145–183) erzielte, wobei seine Leistungen im Reißen und im Stoßen jeweils deutsche Rekorde waren. Bei der Europameisterschaft 1979 in Warna verfehlte er mit dem 4. Platz nur knapp eine Medaille. Seine Leistung betrug dort 330 kg (145–185).
Bei der Weltmeisterschaft 1979 in Saloniki gewann er dann seine erste Medaille bei einer internationalen Meisterschaft. Im Zweikampf belegte er zwar mit 327,5 kg (140–187,5) „nur“ den 6. Platz, aber mit seiner Leistung von 187,5 kg im Stoßen gewann er eine WM-Bronzemedaille und blieb damit nur um 2,5 kg hinter Roberto Urrutia aus Kuba, der 190 kg stieß. Negwer verfehlte hierbei die Goldmedaille im Stoßen nur knapp. In seinem dritten Versuch mit 190,0 kg hob er das Gewicht mühelos an und stieß es sicher unter Kontrolle aus, jedoch kam das Signal "down" vom Kampfrichter Hallund aus Dänemark zu spät. Das Gewicht fiel zu Boden und der Versuch wurde ungültig gewertet.
1980 wurde Jürgen Negwer wieder deutscher Meister im Mittelgewicht. Ihm genügten dazu 320 kg (1450-180) im Zweikampf. Danach bereitete er sich intensiv auf die Olympischen Spiele in Moskau vor. Die bundesdeutschen Sportpolitiker im Verbund mit der bundesdeutschen Regierung machten ihm einen Strich durch die Rechnung, denn diese boykottierten, ohne die Interessen der Sportler zu beachten, diese Spiele. Jürgen Negwer, der in der 1980 Form seines Lebens war, musste zusehen, wie in Moskau die Medaillen ohne ihn verteilt wurden.
Trotzdem machte er 1981 wieder einen neuen Anlauf. Er wurde mit 340 kg (150–190) deutscher Meister im Leichtschwergewicht, wobei er nur wenige Gramm in dieser Gewichtsklasse stand. Bei der Welt- und Europameisterschaft 1981 in Lille startete er wieder im Mittelgewicht und belegte mit 340 kg (150–190) in der WM-Wertung den 4. und in der EM-Wertung den 3. Platz. Eine weitere EM-Bronzemedaille gewann er im Reißen mit 150 kg. Im Stoßen erzielte er in diesem Jahr mit 195 kg eine persönliche Bestleistung.
1982 belegte Jürgen Negwer beim Donau-Cup in Donaueschingen, im Leichtschwergewicht startend, mit 340 kg (150–190). Er bewies damit seine hervorragende Form und hätte bei der Welt- und Europameisterschaft 1982 im Mittelgewicht mit Sicherheit wieder eine gute Rolle gespielt. Er erkrankte aufgrund einer Virusinfektion an einer schweren Form der Hepatitis, was einen langen Krankenhausaufenthalt nach sich zog. Auch nach seiner Genesung war er nicht mehr in der Lage, so hart wie vor dieser Erkrankung zu trainieren.
1985 gelang ihm aber ein Comeback. Er wurde in diesem Jahr mit 307,5 kg (137,5–170) deutscher Meister Mittelgewicht. In den folgenden Jahren hob er noch unzähligemale in der Mannschaft des VfL Wolfsburg in der 1. bzw. 2. Bundesliga und erzielte dabei Leistungen bis zu 320 kg im Zweikampf. 1990 nahm er noch einmal an den deutschen Meisterschaften teil und belegte im Mittelgewicht mit 317,5 kg (137,5–180) hinter Ingo Steinhöfel, Chemnitz, 330 kg (150–180) und Marc Huster, Meißen, 317,5 kg (142,5–175) den 3. Platz. Noch im Jahre 2000 schaffte er in der Bundesliga-Mannschaft des VfL Wolfsburg als Mittelgewichtler 265 kg (115–150) im Zweikampf.
Jürgen Negwer ist beim Volkswagen-Werk in Wolfsburg beschäftigt.

## Internationale Erfolge
| Jahr | Platz | Wettbewerb                           | Gewichtsklasse | |
| 1973 | 5.    | Donau-Cup (Junioren) in Constanța    | Leicht         | mit 227,5 kg |
| 1974 | 5.    | Donau-Cup                            | Leicht         | mit 262,5 kg |
| 1974 | 7.    | EM in Verona                         | Leicht         | mit 265 kg (115–150); Sieger: Mucharbi Kirschinow, UdSSR, 300 kg vor Zbigniew Kaczmarek, Polen, 297,5 kg                                                         |
| 1974 | 5.    | Pannonia-Turnier in Budapest         | Leicht         | mit 265 kg; Sieger: Kaydulin, UdSSR, 290 kg |
| 1974 | 11.   | WM in Manila                         | Leicht         | mit 265 kg; Sieger: Piotr Korol, UdSSR, 305 kg vor Zbigniew Kaczmarek, 302,5 kg                                                                                  |
| 1975 | 2.    | „Jean-Dame“-Memorial                 | Leicht         | mit 270 kg; Sieger: Czarnecki, Polen, 280 kg |
| 1976 | 2.    | EG-Pokalturnier in Brüssel           | Mittel         | mit 297,5 kg (130–167,5), hinter Norbert Bergmann, BRD, 300 kg (125–175)                                                                                         |
| 1977 | 4.    | Pokal der blauen Schwerter in Meißen | Mittel         | mit 305 kg (135–170); Sieger: Wasowski, Polen 317,5 kg |
| 1977 | 1.    | EG-Pokalturnier in Dunstable         | Mittel         | mit 307,5 kg (137,5–170), vor Norbert Bergmann, 305 kg (130–175)                                                                                                 |
| 1977 | 12.   | WM + EM in Stuttgart                 | Mittel         | mit 295 kg (130–165); Sieger: Jurik Wardanjan, UdSSR, 345 kg (152,5–192,5) vor Peter Wenzel, DDR, 337,5 kg (150–187,5)                                           |
| 1979 | 1.    | EG-Pokalturnier in Kassel            | Mittel         | mit 320 kg (140–180), vor Daniel Senet, Frankreich, 300 kg (135–165)                                                                                             |
| 1979 | 4.    | EM in Warna                          | Mittel         | mit 330 kg (145–185), hinter Jordan Mitkow, Bulgarien, 345 kg (155–190), Nedeltscho Kolew, Bulgarien, 337,5 kg (150–187,5) u. Peter Wenzel, 332,5 kg (150–182,5) |
| 1979 | 6.    | WM in Saloniki im Zweikampf          | Mittel         | mit 327,5 kg (140–187,5); Sieger: Roberto Urrutia, Kuba, 345 kg (155–190) vor Nedeltscho Kolew, 342,5 kg (155–187,5)                                             |
| 1979 | 3.    | WM in Saloniki im Stoßen             | Mittel         | mit 187,5 kg; Sieger: Roberto Urrutia, Kuba, 190,0 kg vor Peter Wenzel, 187,5 kg                                                                                 |
| 1980 | 2.    | Baltic-Cup in Bollnäs/Schweden       | Mittel         | mit 327,5 kg (147,5–180), hinter Alexander Perwi, UdSSR, 340 kg (150–190), vor Kluczek, Polen, 317,5 kg                                                          |
| 1981 | 1.    | EG-Pokalturnier in Athen             | Leichtschwer   | mit 332,5 kg (145–187,5), vor Didier Leroux, Frankreich, 315 kg                                                                                                  |
| 1981 | 2.    | Donau-Cup in Ebensee                 | Leichtschwer   | mit 342,5 kg (152,5–190), hinter Pawlow, Bulgarien, 352,5 kg, vor Mandzak, Ungarn, 342,5 kg                                                                      |
| 1981 | 4.    | WM + EM (3.) in Lille                | Mittel         | 340 kg (159–190), hinter Janko Russew, Bulgarien, 360 kg (157,5–202,5), Alexander Perwi, 357,5 kg u. Echenique, Kuba, 340 kg                                     |
| 1982 | 3.    | Donau-Cup in Donaueschingen          | Leichtschwer   | mit 340 kg (150–190), hinter Rachew, Bulgarien, 352,5 kg u. Mandzak, Ungarn, 345 kg                                                                              |
| 1986 | 1.    | EG-Meisterschaft in Milton Keynes    | Mittel         | mit 297,5 kg (130–167,5), vor P. Duane, Portugal, 275 kg |

## WM + EM-Einzelmedaillen
- WM-Bronzemedaille: 1979/Stoßen
- EM-Bronzemedaille: 1981/Reißen

## Deutsche Meisterschaften
| Jahr | Platz | Altersgruppe | Gewichtsklasse | Ergebnis |
| 1970 | 1.    | Jugend B     | bis 52 kg KG   | mit 185 kg (55-60-70) |
| 1971 | 1.    | Junioren     | Bantam         | mit 257,5 kg |
| 1972 | 1.    | Junioren     | Feder          | mit 310 kg |
| 1972 | 2.    | Senioren     | Feder          | mit 310 kg, hinter Winfried Dunkel, Trier, 317,5 kg                                                                        |
| 1973 | 1.    | Senioren     | Leicht         | mit 250 kg, vor Ewald Spitz, Mannheim, 247,5 kg u. Pietro Masala, Mutterstadt, 240 kg                                      |
| 1974 | 1.    | Jugend A     | bis 75 kg KG   | mit 257,5 kg |
| 1974 | 2.    | Junioren     | Mittel         | mit 255 kg (110–145), hinter Klaus Groh (Gewichtheber), 285 kg (125–160) u. Norbert Bergmann, Oberhausen, 270 kg (120–150) |
| 1977 | 2.    | Senioren     | Mittel         | mit 300 kg (130–170), hinter Norbert Bergmann, 312,5 kg (135–177,5), vor Karl Rimböck, Donaueschingen, 277,5 kg            |
| 1979 | 1.    | Senioren     | Mittel         | mit 327,5 kg (145–183 (182,5 gewertet)), vor Karl Rimböck, 280 kg                                                          |
| 1980 | 1.    | Senioren     | Mittel         | mit 320 kg (140–180), vor Sturm, Neulußheim, 260 kg                                                                        |
| 1981 | 1.    | Senioren     | Leichtschwer   | mit 340 kg (150–190), vor Norbert Bergmann, 322,5 kg (142,5–180)                                                           |
| 1985 | 1.    | Senioren     | Mittel         | mit 307,5 kg (137,5–170), vor Salvatore Attilo, Mutterstadt, 300 kg u. Harald Höfner, Baunatal, 260 kg                     |
| 1990 | 3.    | Senioren     | Mittel         | mit 317,5 kg (137,5–180), hinter Ingo Steinhöfel, Chemnitz, 330 kg (150–180) u. Marc Huster, Meißen, 317,5 kg (142,5–175)  |

## Erläuterungen
- Wettkämpfe bis 1972 im olympischenDreikampf (Drücken, Reißen, Stoßen), ab 1973 im Zweikampf, (Reißen, Stoßen),
- WM = Weltmeisterschaft, EM = Europameisterschaft,
- Bantamgewicht, damals bis 56 kg, Federgewicht bis 60 kg, Leichtgewicht bis 67,5 kg, Mittelgewicht bis 75 kg und Leichtschwergewicht bis 82,5 kg Körpergewicht